# Enrique Rosas
Enrique Rosas Aragón (Puebla, 8 de abril de 1875 - México, D. F., 9 de agosto de 1920) fue un director de cine, pionero del cine mexicano. Se destacó como realizador, guionista, montajista y productor. Fundó, con  Mimí Derba, la primera productora de cine en México: Azteca Films. Entre sus filmes más representativos se encuentra El automóvil gris, filmada en 1919.

## Historia
El inicio de Rosas como pionero en la industria cinematográfica tiene su origen en la fotografía, la cual le permitió tener diversas exhibiciones y una entrada al periodismo con una de sus exhibiciones Vistas al día siguiente de la inundación de Guanajuato (1905). Un año después filmó las Fiestas presidenciales en Mérida. Sin embargo, su emprendimiento como realizador comenzó un par de años antes con el cortometraje titulado Aventuras del sexteto Uranga (1903), acompañada en años posteriores con otros cortometrajes como El rosario de Amozoc (1909) y en 1917, ya en Azteca Films, tendría participación de dirección técnica en La Soñadora. 
Un rasgo característico de Rosas fue el cine de ficción reflejado en diversas de sus obras.
Sin duda, el filme más representativo del cineasta fue El automóvil gris en 1919. Dicha película se considera el proyecto monumental referente al cine mudo mexicano. Ha sido considerada su obra más compleja y mejor realizada.

## Filmografía
- El automóvil gris (1919), codirector, productor, guionista, fotógrafo y editor
- Emiliano Zapata en vida y muerte (1919), director, productor, fotógrafo y editor
- Sepelio de Quinito Valverde y del aviador Arnaldo Paniagua (1918), productor
- Alma de sacrificio (1917), productor
- En defensa propia (1917), productor
- En la sombra (1917), codirector
- Entre la vida y la muerte (1917), productor
- La soñadora (1917), codirector, productor
- La tigresa (1917), codirector (probable), productor
- Decena trágica (1913), director, productor, fotógrafo y editor
- Documentación histórica nacional 1915-1916 (1916), director, productor, fotógrafo y editor
- Decena trágica (1913), director, productor, fotógrafo y editor
- Revolución en Veracruz (1912), director, productor, fotógrafo y editor
- Arribo del nuevo arzobispo (1909), director, productor, fotógrafo y editor
- Cogida de Rodolfo Gaona en Puebla (1909), director, productor, fotógrafo y editor

- Incendio del teatro Guerrero de Puebla (1909), director, productor, fotógrafo y editor
- El rosario de Amozoc (1909), director, productor, guionista, fotógrafo y editor
- Beneficio de Gaona (1908), director, productor, fotógrafo y editor
- Beneficio de Gaona en México (1908), director, productor, fotógrafo y editor
- Exposición de Coyoacán (1908), director, productor, fotógrafo y editor
- Primera corrida de Gaona (1908), director, productor, fotógrafo y editor
- Carnaval de Mérida (1906), director, productor, fotógrafo y editor
- Fiestas presidenciales en Mérida (Gira a Yucatán de Porfirio Díaz) (1906), director, productor, fotógrafo y editor
- Botes pescadores entrando en la bahía de Veracruz (1905), director, productor, fotógrafo y editor
- Buque velero frente al faro de San Juan de Ulúa (1905), director, productor, fotógrafo y editor
- Comité patriótico en el parque Castillo de Orizaba (1905), director, productor, fotógrafo y editor
- Funerales del embajador Aspíroz en la Ciudad de México (1905), director, productor, fotógrafo y editor
- Jamaica escolar en Orizaba (1905), director, productor, fotógrafo y editor
- Panorama de Guadalupe Hidalgo (1905), director, productor, fotógrafo y editor
- Puente de Río Grande (1905), director, productor, fotógrafo y editor
- Toros en Saltillo (1905), director, productor, fotógrafo y editor
- Vapor mercante entrando al puerto de Veracruz (1905), director, productor, fotógrafo y editor
- Vistas al día siguiente de la inundación de Guanajuato (1905), director, productor, fotógrafo y editor
- Vistas de León (1905), director, productor, fotógrafo y editor
- La cervecería Moctezuma de Orizaba (1904), director, productor, fotógrafo y editor
- Salida de la misa de 12 de la parroquia de Orizaba (1904), director, productor, fotógrafo y editor
- Vistas de Orizaba y sus alrededores (1904), director, productor, fotógrafo y editor
- Aventuras del sexteto Uranga (1903), director, productor, guionista, fotógrafo y editor